# 沼隈半島

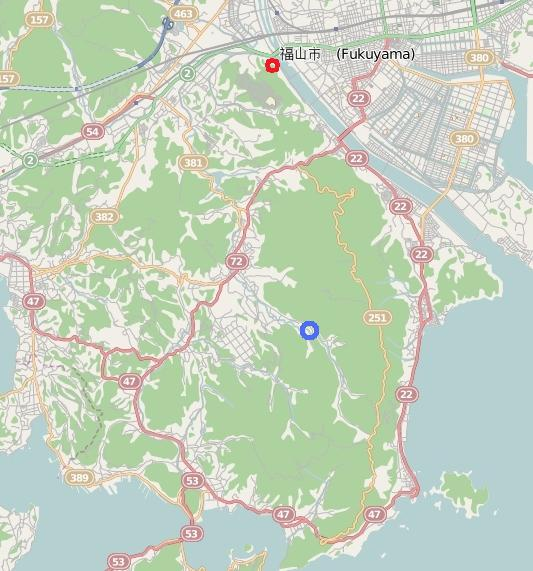
沼隈半島。2012年10月現在の地図。赤丸が旧佐波浄水場、青丸が熊野ダム。

沼隈半島（ぬまくまはんとう）は、広島県の東部に位置し、南北約10km、東西約10kmの規模を持つ方形状の半島である。行政上は大半が福山市に属するが尾道市の飛び地も存在する。中国地方のほぼ中央に位置し半島の先端部にあたる「鞆」は古代から瀬戸内の要衝として栄えた。

## 概要
地形的には半島の東部が海岸から切り立ち西に向かって徐々に低くなっており、殆どが山で平地はあまりない。かつては東西南の三方を海に囲まれ瀬戸内海に突出していたが、東北部は江戸時代から芦田川の流路改修や干拓が進められ現在は平野部と連続している。ただし、この間を芦田川が横切り山並みも特に峻険であるため地勢的には平野部との分断は今日も変わりはない。逆に西北側は割合になだらかな地形であるため尾道市とは海（松永湾）で隔てられているにもかかわらず昔から結び付きが強かった。こうしたことから行政においても沼隈半島は明治時代から沼隈郡として独自性を保ち平野部に近い北側から次第に福山市や尾道市に編入されるものの、平成の大合併のあった2005年まで沼隈町として独立していた。また、尾道市の飛び地で浦崎町が存在するのもこのような経緯のためである。
地質的には大半が洪積層で侵食が進みやすい花崗岩質が多いことから地形は複雑である。このため、交通の便が悪い場所が多く横倉・八日谷地区には平氏の落武者伝説も存在している。また、山並みは単調で植生も赤松が大半であるため見所は少ないが海岸部は阿伏兎観音や鞆の浦といった風光明媚な景色が点在している。海岸沿いの南側～東側にかけては海食崖を形成されており、断崖に近い急斜面となっている。なお、半島の最高峰はこの斜面に属する熊ヶ峰（438m）である。半島の中心的都市と呼べるのが南東端に位置する鞆でかつては備後地方の重要な港湾拠点として隆盛を極めた。現在は港としては衰退しているものの、文化財や歴史的町並みが多く残り沼隈半島で最大の観光スポットとなっている。沼隈半島の産業は農業が中心で、この地方で栽培される井草は「備後表」と呼ばれ江戸時代から特産品として知られている。この他、常石造船を中心とした造船業も主要な産業のひとつとなっている。